# 吉谪耶孔
庄他武里亲王吉谪耶孔（1874年6月8日—1931年5月27日），是泰国却克里王朝君主拉玛五世的第3子。曾在英国留学，回国后担任泰国政府教育督导。

## 后代
诗丽吉王后是吉谪耶孔的孙女。